# Saprinus diversegenitalis
Saprinus diversegenitalis är en skalbaggsart som beskrevs av Olexa 1992. Saprinus diversegenitalis ingår i släktet Saprinus och familjen stumpbaggar. Inga underarter finns listade i Catalogue of Life.